# Tournée 1982
Tournée 1982 fue la gira de la banda francesa de rock new wave y rock alternativo Indochine entre febrero y diciembre de 1982. 

### Tournée 1982 (1982)
| # | Fecha           | Ciudad    | Escenario                    |
| - | --------------- | --------- | ---------------------------- |
| 1 | 1 de febrero    | Paris     | Le Rose Bonbon               |
| 2 | 2 de abril      | Paris     | Le Palace                    |
| 3 | 12 de mayo      | Lyon      | Palais d'Hiver               |
| 4 | 1 de julio      | Paris     | Festival Rock d'ici, Olympia |
| 5 | 23 de noviembre | Vincennes |                              |
| 6 | 14 de diciembre | Paris     | Le Palace                    |